# Неподкупный (фильм)
«Неподкупный» (перс. لِرد‎) — иранский драматический фильм 2017 года, поставленный режиссёром Мохаммадом Расулофу. Лента участвовала в секции Особый взгляд на 70-м Каннском международном кинофестивале (2017) и одержала победу

## Сюжет
35-летний Реза, который уже давно приехал в провинцию из Тегерана, занимается разведением золотых рыбок. Его размеренной семейной жизни мешает некая «Компания», представленная в регионе местным мэром-взяточником. Организации нужна земля, где стоит дом Резы. Мужчина настойчиво сопротивляется и не соглашается на хитроумные схемы, благодаря которым мог бы расплатиться с долгами, но потерял бы жилье. От противостояния страдают жена, работающая старшим преподавателем в школе для девочек, и сын протагониста. Постепенно конфликт обостряется.